# Ballynennan Moon
Ballynennan Moon là một chú chó đua thuộc giống Greyhound nổi tiếng trong Thế chiến II. Nó được coi là một trong những con chó đua vĩ đại nhất. Tuy nhiên, nó không thể có cơ hội giành giải Greyhound Derby Anh vì sự kiện bị hoãn trong những năm chiến tranh.

## Thành tích

### 1939 & 1940
Ballynennan Moon được sinh ra ngay trước khi bắt đầu cuộc chiến tranh thế giới vào tháng 4 năm 1939 và được sở hữu và huấn luyện bởi huấn luyện viên hàng đầu người Ireland Billy Quinn. Chiến thắng quan trọng đầu tiên của nó ở Ireland là North Kilkenny Stakes và hai mươi cuộc đua đầu tiên nó tham gia đã mang lại tám chiến thắng.
Cuộc đua cuối cùng của Ballynennan Moon ở Ireland là tại Shelbourne Park, nơi nó đã phá vỡ kỷ lục 29 giây. Chủ sở hữu hàng đầu, bà Jessie Cearns (vợ của Giám đốc điều hành Wimbledon, W.J. Cearns) đã mua lại Ballynennan Moon và đưa nó đến huẩn luyện với huấn luyện viên Sidney Orton.

### 1941
Hai cuộc đua đầu tiên của Ballynennan Moon vào năm 1941 đã kết thúc với sự thành công lớn khi nó giành được Cúp mùa hè Wembley. Ballynennan Moon đã chiến thắng thêm năm cuộc đua trước khi bị bệnh và bị cho nghỉ việc cho đến năm 1942.

### 1942 & 1943
Xuất hiện trở lại vào tháng 1 năm 1942, Ballynennan Moon nhận các giải thuổng Walthamstow Stakes và Wimbledon Spring Cup. Sự dễ dàng trong việc Ballynennan Moon giành chiến thắng trong các cuộc đua của mình đã khiến nó phải chịu áp lực từ công chúng thời chiến của Anh và may mắn sau đó bị lãng quên do cuộc chiến. 48 cuộc đua sau đó của nó đã mang lại 40 chiến thắng đáng kể và 7 vị trí á quân. Ballynennan Moon đã mười bốn lần bất bại và hướng tới kỷ lục thế giới 19 tuổi của Mick the Miller khi nó bị đánh bại bởi Smileing Lackey. Ballynennan Moon đã tham gia 80 tuần đua liên tiếp để giành chiến thắng trong nhiều cuộc thi.

### 1944
Ballynennan Moon đã thắng mười cuộc đua khác liên tiếp trước khi bị đánh bại bởi Smileing Lackey. Ballynennan Moon nghỉ hưu vào năm 1944 sau khi bị què trong Cup Stewards.

## Nghỉ hưu
Ballynennan Moon là con chó săn đầu tiên được nhận khoản phí giao phối 100 guineas. Nó đã thắng 65 cuộc đua trong số 91 và giành được 38 danh hiệu và hơn 4.000 bảng tiền thưởng.